# Reinhard Kolldehoff
(La frase usata dal suo personaggio per attaccare discorso in Lo chiamavano Bulldozer)
Reinhard Kolldehoff (Berlino, 29 aprile 1914 – Berlino, 18 novembre 1995) è stato un attore tedesco.

## Biografia
È apparso in 140 film tra il 1941 e il 1988; viene ricordato per il ruolo del colonnello americano in Lo chiamavano Bulldozer.

## Filmografia parziale

### Cinema
- Unser täglich Brot, regia di Slatan Dudow (1949)
- Via senza ritorno (Weg ohne Umkehr), regia di Victor Vicas (1953)
- The Lie, regia di Harold Young (1954)
- Missione diabolica (Der Fuchs von Paris), regia di Paul May (1957)
- Il diabolico dottor Mabuse (Die 1000 Augen des Dr. Mabuse), regia di Fritz Lang (1960)
- Ossessione nuda (Le Chant du monde), regia di Marcel Camus (1965)
- La linea di demarcazione (La Ligne de démarcation), regia di Claude Chabrol (1966)
- Tre uomini in fuga (La Grande vadrouille), regia di Gérard Oury (1966)
- Play Time - Tempo di divertimento (Playtime), regia di Jacques Tati (1967)
- La caduta degli dei, regia di Luchino Visconti (1969)
- Il clan degli uomini violenti (La Horse), regia di Pierre Granier-Deferre (1969)
- Un elmetto pieno di... fifa (Le Mur de l'Atlantique), regia di Marcel Camus (1970)
- Il leone a sette teste (Der Leone Have Sept Cabeças), regia di Glauber Rocha (1970)
- La feccia (The Revengers), regia di Daniel Mann (1972)
- Un uomo da rispettare, regia di Michele Lupo (1972)
- Tempo d'amare (A Time for Loving), regia di Christopher Miles (1972)
- Più forte, ragazzi!, regia di Giuseppe Colizzi (1972)
- Una ragione per vivere e una per morire, regia di Tonino Valerii (1972)
- Abuso di potere, regia di Camillo Bazzoni (1972)
- Revolver, regia di Sergio Sollima (1973)
- Borsalino and Co., regia di Jacques Deray (1975)
- Una romantica donna inglese (The Romantic Englishwoman), regia di Joseph Losey (197
- E l'alba si macchiò di rosso (Operation: Daybreak), regia di Lewis Gilbert (1975)
- Je t'aime moi mon plus, regia di Serge Gainsbourg (1976)
- Ci rivedremo all'inferno (Shout at the Devil), regia di Peter Hunt (1976)
- Il figlio del gangster (Comme un boomerang), regia di José Giovanni (1976)
- Soldato d'Orange (Soldaat van Oranje), regia di Paul Verhoeven (1977)
- Lo chiamavano Bulldozer, regia di Michele Lupo (1978)
- Gigolò (Schöner Gigolo, armer Gigolo), regia di David Hemmings (1978)
- Poliziotto - Solitudine e rabbia, regia di Stelvio Massi (1980)
- La formula (The Formula), regia di John Avildsen (1980)
- Equator - L'amante sconosciuta (Équateur), regia di Serge Gainsbourg (1983)
- La tamburina (The Little Drummer Girl), regia di George Roy Hill (1984)
- Il dittatore del Parador in arte Jack (Moon Over Parador), regia di Paul Mazursky (1988)

### Televisione
- L'ispettore Derrick (Derrick) – serie TV, episodio 3x14 (1976)
- Il commissario Voss (Der Alte) – serie TV, 3 episodi (1978-1983)
- Venti di guerra (The Winds of War), regia di Dan Curtis – miniserie TV, 6 puntate (1983)

## Doppiatori italiani
- Adolfo Geri in ...più forte ragazzi!
- Antonio Guidi in Lo chiamavano Bulldozer
- Leonardo Severini in Una ragione per vivere e una per morire
- Glauco Onorato in Borsalino and Co.
- Sergio Fiorentini in Je t'aime moi non plus
- Sandro Sardone in Il dittatore del Parador in arte Jack
- Sergio Matteucci in Poliziotto solitudine e rabbia